# Рабство в Польщі
Рабство в Польщі — система залежності, за якої окремі особи (раби) перебували у власності інших осіб або установ і були позбавлені особистої свободи на території історичної Польщі. Рабство в Польщі існувало на території Польського королівства за часів правління династії П'ястів у Середньовіччі. Раби використовувалися переважно для праці в господарстві, обслуговування дворів і в релігійних установах. З прийняттям християнства та розвитком феодальних відносин рабство поступово трансформувалося в кріпацтво, що стало домінантною формою особистої залежності селян. Остаточне зникнення рабства як окремої правової категорії відбулося в межах процесів соціальних і правових реформ у пізньому середньовіччі.

## Термінологія
У польській літературі цю групу людей називають «невільними людьми» (пол. ludzie niewolni , лат. servi, ancillae, familia), а не як раби (невільники).

## Історія
Інститут рабства, який практикувався на польських територіях у ранньому Середньовіччі, відігравав меншу економічну чи культурну роль, ніж в інших державах, таких як Римська імперія, де рабство відігравало вирішальну роль у підтримці економіки. Воно існувало на території Польського королівства за часів династії П'ястів; при цьому кількість рабів значно зросла після створення Польської держави, оскільки більшість рабів належали королю.
За Самуелем Августом Мітчеллом, в Польщі невільні люди були звільнені 1347 року згідно зі Статутами Казимира Великого, виданими у Віслиці. Хоча є ознаки того, що певна форма рабства, на практиці та законодавчо, існувала принаймні до кінця XIV століття. Протягом усієї решти історії феодальної Польщі, особливо в Речі Посполитій, значна частина селянства була закріпачена, що часто порівнювалося з рабством. Скасування кріпосного права у Польщі відбулося у ХІХ столітті після поділів Польщі.

## Особливості
Раби походили переважно з числа військовополонених, і з ними поводилися як з товаром, призначеним переважно для найбільшого невільничого ринку того часу — Праги. Пізніше, між ХІ і ХІІ століттям, викуп був популяризований завдяки прийняттю християнства, але він поширювався здебільшого на в'язнів, які займали високе становище. Деякі люди також могли потрапити в рабство через неспроможність сплатити борги, а іноді рабство використовувалося як заміна смертного вироку. Діти невольників за замовчуванням зараховувалися до класу рабів, оскільки вони належали королю або рицарям. Невільники, що належали королю, були організовані в загони з десятків і сотень. Ті, хто не належав монарху, були одними з небагатьох у Польському королівстві, які не могли покладатися на королівське правосуддя.
Невольні мали обмежене право на переселення та могли володіти майном. З часом їхня кількість зменшувалася з різних причин. Деяким з них вдалося втекти, а декому пощастило, оскільки їхні господарі вважали, що їм вигідніше використовувати їх як селян (пол. czeladź, лат. servi casati), а не як слуг. Челядь мала власний будинок і мало чим відрізнялася від звичайних селян чи кріпаків.

## Сьогодні
Сьогодні рабство в Польщі є незаконним. Польща є частиною Європейської ініціативи G6 проти торгівлі людьми. Однак сучасне рабство досі існує в Польщі, як і в решті світу. За Глобальним індексом рабства, станом на 2019 рік у Польщі 128 000 людей проживали в умовах сучасного рабства.
Види рабства, що існують у Польщі, включають примусову працю, примусове жебрацтво та примусову злочинність. Сектори польської економіки, які вважаються найбільш вразливими до рабства та інших форм експлуатації, включають сільське господарство, будівництво, харчову промисловість, ведення домашнього господарства та прибирання, хоча проблеми також були виявлені в секторах промислового виробництва та громадського харчування. Деякі з людей, яких було залучено до примусової праці в Польщі, були тимчасовими працівниками з Північної Кореї. Поширеними методами торгівлі людьми в рабство з інших країн є неправдиві обіцянки роботи, високі гонорари або нібито борги, зґвалтування та вилучення документів. Фальшиві пропозиції роботи, як правило, стосуються продажу або сільськогосподарських робіт. Багато жертв торгівлі людьми з Болгарії та України потрапляють у сексуальне рабство.

## Додаткова інформація
- Tymieniecki K. – Zagadnienie niewoli w Polsce u schyłku wieków średnich (The issue of slavery in Poland in the late middle ages), Poznań 1933
- Włodzimierz Szafrański. Problem niewolnictwa w pradziejach ziem polskich (issue of slavery in the prehistory of the Polish lands), «Acta Universitatis Wratislaviensis», «Antiquitas», t. 10 (nr 598), s. 143—154, ii., 1983
- W. Korta. Problem niewolnictwa w Polsce wczesnośredniowiecznej (The problem of slavery in early medieval Poland), «Społeczeństwo Polski średniowiecznej. Zbiór studiów», t. II red. S. R. Kuczyński, Warszawa 1982